# Escut de Vinaixa
L'escut oficial de Vinaixa té el següent blasonament:
Escut caironat: d'atzur, una aixa d'argent en pal. Per timbre, una corona mural de poble.

## Història
Va ser aprovat el 12 de gener del 2005 i publicat al DOGC el 2 de febrer del mateix any.
L'aixa és el senyal típic tradicional del poble, un element parlant al·lusiu al nom de la localitat.